# 泰东县
泰东县，中国旧县名。
苏中抗日根据地设。1941年由江苏省泰县东部析置，治所在立发桥、李堡等地。以位县东得名。1943年撤销，并入紫石县。